# Elecciones estatales de San Luis Potosí de 1994
Las Elecciones estatales de San Luis Potosí de 1994 se llevó a cabo en dos jornadas diferentes, la primera el 21 de agosto de 1994, y en ellas se ranovaron los cargos de elección popular de San Luis Potosí:
- 43 Diputados al Congreso. 34 Electos por mayoría de cada uno de los Distritos Electorales y 9 de Representación Proporcional.

Y la segunda el 4 de diciembre en que se eligió.
- 55 ayuntamientos. Formados por un Presidente Municipal y regidores, electo para un período de tres años no reelegibles en ningún período inmediato.

## Resultados Federales: Presidente
- Ernesto Zedillo Ponce de León  Hecho
- Diego Fernández de Cevallos
- Cuauhtémoc Cárdenas Solórzano

## Resultados electorales

### Ayuntamientos

#### Ayuntamiento de Ahualulco
- Fidel Castro Palomo  Hecho

#### Ayuntamiento de Soledad de Graciano Sánchez
- Roberto Cervantes Barajas  Hecho

#### Ayuntamiento de Mexquitic de Carmona
- Bernardino Flores Zavala  Hecho

#### Ayuntamiento de Cerro de San Pedro
- Carlos Escalante Hernández  Hecho

#### Ayuntamiento de Ciudad Valles
- Alfredo González Lárraga  Hecho

#### Ayuntamiento de Real de Catorce
- Sara Rocha Medina  Hecho

#### Ayuntamiento de Matehuala
- Justo Fernando Torres Rangel  Hecho

#### Ayuntamiento de Río Verde
- Rogelio Huerta Hernández  Hecho

#### Ayuntamiento de Ciudad del Maíz
- Silvestre Carrizales Navarrete  Hecho

#### Ayuntamiento de Axtla de Terrazas
- Francisco Sánchez Pozos  Hecho